# Charlotte Mäder
Charlotte Mäder (Bernau bei Berlin, 18 juli 1905 - overlijddatum onbekend) was een atlete uit Duitsland. Ze nam deel aan de onderdelen kogelstoten, discuswerpen en speerwerpen.
Op de Olympische Zomerspelen van Amsterdam in 1928 nam Mäder deel aan het onderdeel discuswerpen. Met een worp van 32,22 meter werd zij daarbij negende.